# アンドリュー・ロマイン
- アンドリュー・ローミン
- アンドリュー・ローマイン

アンドリュー・ジェームズ・ロマイン（Andrew James Romine, 1985年12月24日 - ）は、アメリカ合衆国フロリダ州ポーク郡ウィンターヘイブン出身の元プロ野球選手（内野手、外野手）。右投両打。愛称はロボム（Robomb）。

## 経歴

### プロ入り前
2004年のMLBドラフト36巡目（全体1082位）でフィラデルフィア・フィリーズから指名されるが、契約せずにアリゾナ州立大学へ進学した。

### プロ入りとエンゼルス時代

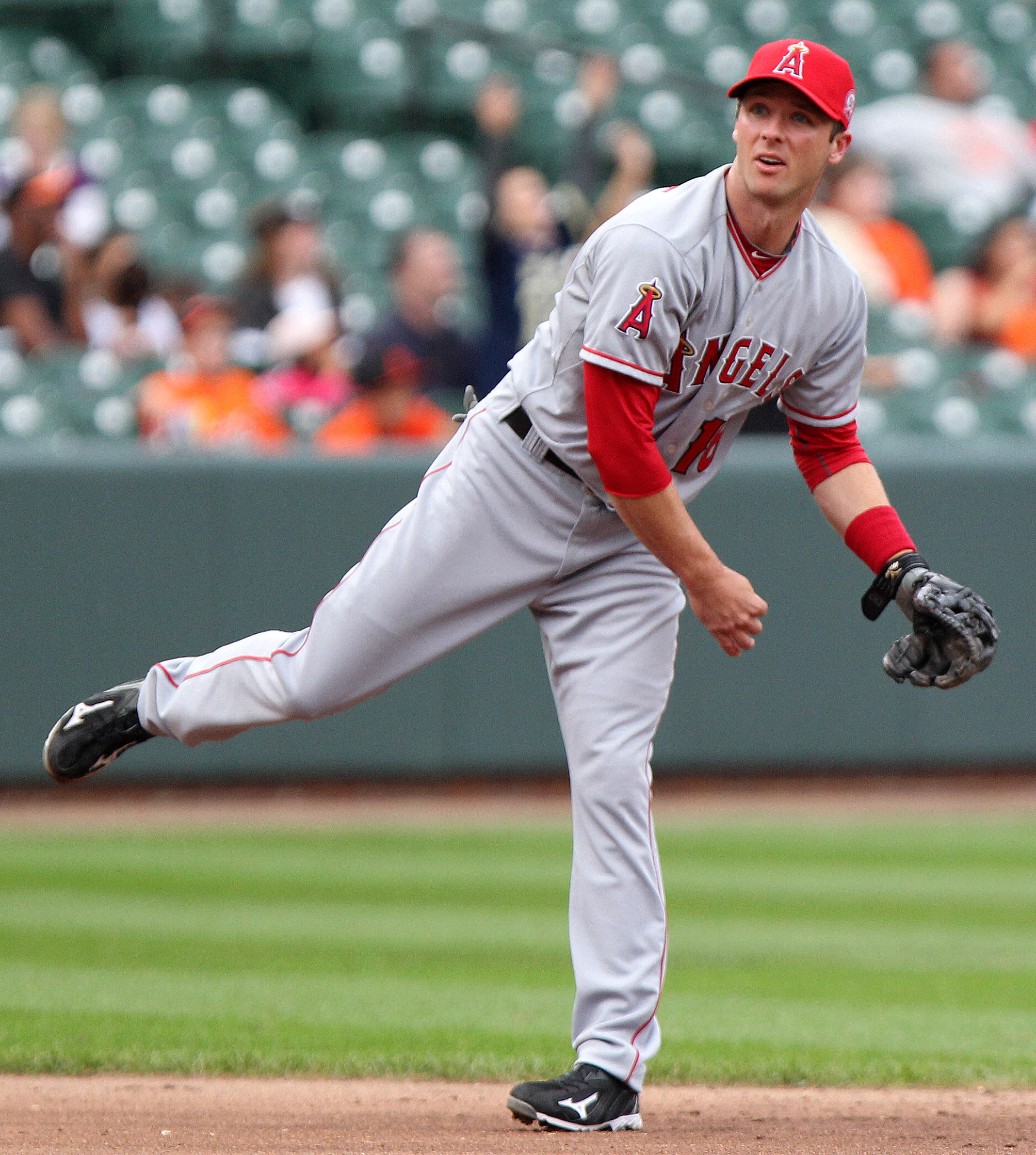
ロサンゼルス・エンゼルス・オブ・アナハイムでの現役時代
（2011年9月18日）

2007年のMLBドラフト5巡目（全体178位）でロサンゼルス・エンゼルス・オブ・アナハイムから指名され、6月25日に契約。
2010年2月3日にスプリングトレーニングに招待選手として参加することになった。4月6日に傘下AA級アーカンソー・トラベラーズへ配属された。6月28日に右肩のインピンジメントで7日間の故障者リスト入りとなった。7月23日に復帰した。8月31日にアリゾナ・フォールリーグのメサ・ソーラーソックスへ派遣された。9月24日にメジャー契約を結んでアクティブ・ロースター入りして、メジャー初昇格を果たし、同日のシカゴ・ホワイトソックス戦でメジャーデビュー。9月26日には、MLB初安打を放った。
2011年3月29日に傘下のAAA級ソルトレイク・ビーズへ配属された。6月12日にアルベルト・カヤスポが故障者リスト入りしたことに伴ってメジャーに昇格した。6月20日にオプションで傘下のAAA級ソルトレイクへ降格した。8月2日にメジャーに昇格した。8月16日にオプションで傘下のAAA級ソルトレイクへ降格した。9月1日にメジャーに昇格した。オフにはメキシコのウィンターリーグであるリーガ・メヒカーナ・デル・パシフィコに参加し、ベナドス・デ・マサトランでプレーした。
2012年3月26日に傘下のAAA級ソルトレイクへ配属された。5月24日にメジャーに昇格した。5月29日にオプションで傘下のAAA級ソルトレイクへ降格した。6月18日にメジャーに昇格した。7月17日にオプションで傘下のAAA級ソルトレイクへ降格した。7月27日にメジャーに昇格した。8月6日にオプションで傘下のAAA級ソルトレイクへ降格した。9月1日にメジャーに昇格した。
2013年3月2日にエンゼルスと1年契約に合意。5月3日にAAA級ソルトレイクへ降格。8月14日にメジャーに再昇格した。

### タイガース時代

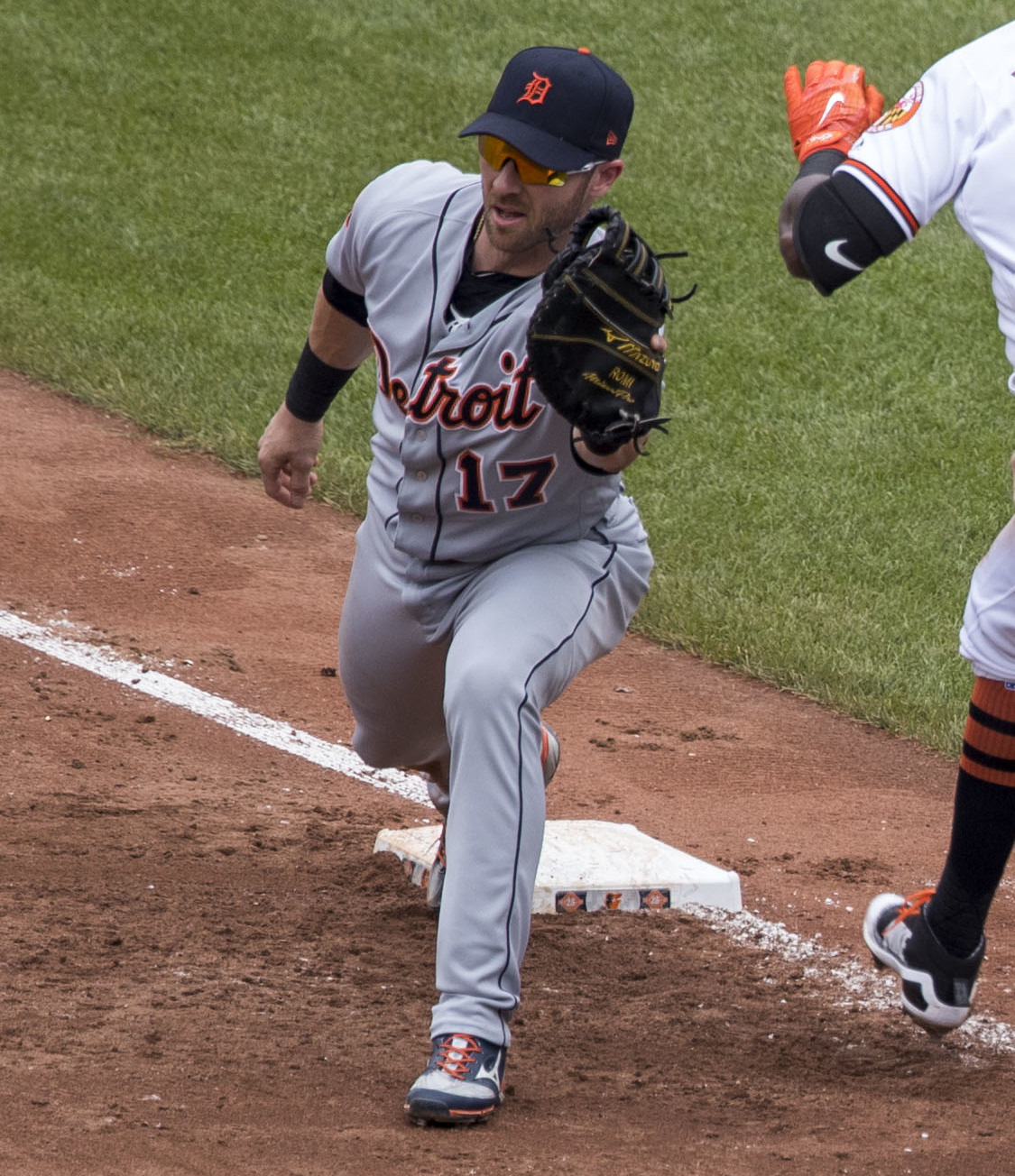
デトロイト・タイガースでの現役時代
(2017年8月6日)

2014年3月21日にホセ・アルバレスとのトレードで、デトロイト・タイガースへ移籍した。タイガースでは、前年からの倍増となる94試合に出場。打率こそ大きく落とし.227に終わったものの、メジャー初本塁打を記録したほか、250打数・二桁得点・50安打・5二塁打・二桁盗塁・二桁四球等のラインを初めてクリア。飛躍のシーズンとなった。
2015年からは内野・外野を守るユーティリティとしてプレーし、前年の自己記録を更新する109試合に出場した。打撃面では打率.255・2本塁打・15打点という成績を残したほか、2シーズン連続で二桁盗塁を決めた。守備では内野の全ポジションと左翼手を守り、一塁手以外の内野の各ポジションでは、いずれもプラスのDRSをマークした。
2016年も引き続きユーティリティとして起用され、2シーズン連続で109試合に出場。打撃面では打率.236、2本塁打、16打点、8盗塁（盗塁死0）という成績を残したほか、キャリア初の三塁打（2三塁打）も放ち、スピード面で実力を発揮した。守備面では前年にも増して多才ぶりを見せ、捕手以外の全ポジションで試合に出場。最も多かったのは三塁手の44試合で、1失策、守備率.977、DRS +1というまずまずの内容だった。次いで22試合で中堅手を守り、無失策・DRS0とこちらも無難な守備を見せた。20試合で守った一塁は無失策ながらDRS - 1と、平均をぎりぎり下回った。更に遊撃手は14試合で守備に就き、1失策・守備率.978・DRS - 2と10試合以上で守ったポジションではワーストクラスの内容だった。そして、二塁手では12試合で無失策・DRS0という、内外野の違いがあるとは言え、中堅と同質の守備成績を記録。右翼手は2試合で守っただけながら、無失策かつDRS +1と平均以上の内容。左翼手は1試合だけだった。最後に投手としては、0.2イニングで2四球を与えたが、無安打無失点で切り抜けた。
2017年もユーティリティとして重宝され、9月30日のミネソタ・ツインズ戦ではMLB史上5人目の1試合全ポジション守備を記録した。この試合は「8番・左翼手」で先発出場し、イニングごとにポジションを変え、8回裏には投手としてマウンドに上がって打者一人（ミゲル・サノ）を三塁ゴロに抑えてホールドを記録した。

### マリナーズ時代
2017年11月2日にウェイバー公示を経てシアトル・マリナーズへ移籍した。
2018年10月29日にFAとなった。

### フィリーズ傘下時代
2019年1月11日にフィリーズとマイナー契約を結び、スプリングトレーニングに招待選手として参加することになった。3月22日に契約を解除されたが、25日に再びマイナー契約を結び、傘下のAAA級リーハイバレー・アイアンピッグスへ配属された。この年は傘下のAAA級リーハイバレーでプレーし、106試合に出場して打率.289、8本塁打、53打点、21盗塁を記録した。オフの11月4日にFAとなった。

### レンジャーズ時代
2020年1月にシカゴ・ホワイトソックスとマイナー契約（昇格なら年俸90万ドル）を結んだ。7月23日にFAとなった。9月15日にテキサス・レンジャーズとマイナー契約を結んだ。24日にメジャー契約を結んでアクティブ・ロースター入りした。オフの10月28日にFAとなった。

### カブス時代
2021年2月22日にミネソタ・ツインズとマイナー契約を結び、スプリングトレーニングに招待選手として参加することになった。2月23日に傘下AAA級セントポール・セインツへ配属された。3月25日にFAとなった。3月29日にシカゴ・カブスとマイナー契約を結び、同日にAAA級アイオワ・カブスへ配属された。6月21日に7日間の故障者リストに登録された。7月8日に故障者リストから復帰した。7月30日にメジャー契約を結んでアクティブ・ロースター入りした。8月6日の本拠地で開催されて試合で同点本塁打を記録したが、これがキャリア最後の本塁打となった。8月12日のブルワーズ戦では9回にマウンドに登り、この時の捕手は弟のオースティンだったため、1962年6月28日のラリーとノームのシェリー兄弟以来となる兄弟バッテリーを記録した。9月6日にDFAとなった。9月8日にAAA級アイオワへ配属された。12月11日に自身のインスタグラムで現役引退を表明した。

## 家族
父のケビン・ロマインは1985年から1991年までボストン・レッドソックスでプレーしていた外野手だった。弟は捕手のオースティン・ロマイン。

## 詳細情報

### 年度別打撃成績
| 年 度         | 球 団         | 試 合 | 打 席 | 打 数 | 得 点 | 安 打 | 二 塁 打 | 三 塁 打 | 本 塁 打 | 塁 打 | 打 点 | 盗 塁 | 盗 塁 死 | 犠 打 | 犠 飛 | 四 球 | 敬 遠 | 死 球 | 三 振 | 併 殺 打 | 打 率 | 出 塁 率 | 長 打 率 | O P S |
| ------------- | ------------- | ----- | ----- | ----- | ----- | ----- | -------- | -------- | -------- | ----- | ----- | ----- | -------- | ----- | ----- | ----- | ----- | ----- | ----- | -------- | ----- | -------- | -------- | ----- |
| 2010          | LAA           | 5     | 12    | 11    | 0     | 1     | 0        | 0        | 0        | 1     | 0     | 0     | 0        | 1     | 0     | 0     | 0     | 0     | 4     | 0        | .091  | .091     | .091     | .182  |
| 2011          | LAA           | 10    | 18    | 16    | 2     | 2     | 0        | 0        | 0        | 2     | 0     | 1     | 0        | 1     | 0     | 1     | 0     | 0     | 6     | 0        | .125  | .176     | .125     | .301  |
| 2012          | LAA           | 12    | 21    | 17    | 2     | 7     | 0        | 0        | 0        | 7     | 1     | 1     | 0        | 1     | 0     | 3     | 0     | 0     | 3     | 0        | .412  | .500     | .412     | .912  |
| 2013          | LAA           | 47    | 123   | 108   | 9     | 28    | 3        | 0        | 0        | 31    | 10    | 1     | 0        | 6     | 1     | 7     | 0     | 1     | 24    | 2        | .259  | .308     | .287     | .595  |
| 2014          | DET           | 94    | 273   | 251   | 30    | 57    | 6        | 0        | 2        | 69    | 12    | 12    | 2        | 4     | 0     | 18    | 0     | 0     | 60    | 5        | .227  | .279     | .275     | .554  |
| 2015          | DET           | 109   | 203   | 184   | 25    | 47    | 5        | 0        | 2        | 58    | 15    | 10    | 5        | 4     | 1     | 11    | 1     | 3     | 46    | 4        | .255  | .307     | .315     | .622  |
| 2016          | DET           | 108   | 194   | 174   | 21    | 41    | 5        | 2        | 2        | 56    | 16    | 8     | 0        | 3     | 0     | 13    | 0     | 4     | 38    | 5        | .236  | .304     | .322     | .626  |
| 2017          | DET           | 124   | 348   | 318   | 45    | 74    | 17       | 2        | 4        | 107   | 25    | 6     | 4        | 2     | 2     | 22    | 0     | 4     | 67    | 7        | .233  | .289     | .336     | .625  |
| 2018          | SEA           | 72    | 131   | 119   | 15    | 25    | 2        | 1        | 0        | 29    | 2     | 1     | 0        | 4     | 0     | 7     | 0     | 1     | 39    | 2        | .210  | .260     | .244     | .504  |
| 2020          | TEX           | 2     | 4     | 4     | 1     | 1     | 1        | 0        | 0        | 2     | 0     | 0     | 0        | 0     | 0     | 0     | 0     | 0     | 1     | 0        | .250  | .250     | .500     | .750  |
| 2021          | CHC           | 26    | 64    | 60    | 7     | 11    | 2        | 0        | 1        | 16    | 5     | 0     | 1        | 0     | 0     | 4     | 0     | 0     | 24    | 1        | .183  | .234     | .267     | .501  |
| MLB通算：11年 | MLB通算：11年 | 613   | 1391  | 1262  | 157   | 294   | 41       | 5        | 11       | 378   | 86    | 40    | 12       | 26    | 4     | 86    | 1     | 13    | 312   | 26       | .233  | .288     | .300     | .588  |

### 年度別投手成績
| 年 度        | 球 団        | 登 板 | 先 発 | 完 投 | 完 封 | 無 四 球 | 勝 利 | 敗 戦 | セ 丨 ブ | ホ 丨 ル ド | 勝 率 | 打 者 | 投 球 回 | 被 安 打 | 被 本 塁 打 | 与 四 球 | 敬 遠 | 与 死 球 | 奪 三 振 | 暴 投 | ボ 丨 ク | 失 点 | 自 責 点 | 防 御 率 | W H I P |
| ------------ | ------------ | ----- | ----- | ----- | ----- | -------- | ----- | ----- | -------- | ----------- | ----- | ----- | -------- | -------- | ----------- | -------- | ----- | -------- | -------- | ----- | -------- | ----- | -------- | -------- | ------- |
| 2014         | DET          | 1     | 0     | 0     | 0     | 0        | 0     | 0     | 0        | 0           | ----  | 7     | 1.0      | 4        | 2           | 0        | 0     | 0        | 1        | 1     | 0        | 3     | 3        | 27.00    | 4.00    |
| 2016         | DET          | 1     | 0     | 0     | 0     | 0        | 0     | 0     | 0        | 0           | ----  | 4     | 0.2      | 0        | 0           | 2        | 0     | 0        | 0        | 0     | 0        | 0     | 0        | 0.00     | 3.00    |
| 2017         | DET          | 2     | 0     | 0     | 0     | 0        | 0     | 0     | 0        | 1           | ----  | 6     | 1.0      | 1        | 0           | 1        | 0     | 1        | 0        | 0     | 0        | 0     | 0        | 0.00     | 2.00    |
| 2018         | SEA          | 3     | 0     | 0     | 0     | 0        | 0     | 0     | 0        | 0           | ----  | 17    | 3.0      | 5        | 1           | 2        | 0     | 1        | 0        | 1     | 0        | 5     | 5        | 15.00    | 2.33    |
| 2021         | CHC          | 1     | 0     | 0     | 0     | 0        | 0     | 0     | 0        | 0           | ----  | 5     | 1.0      | 2        | 1           | 0        | 0     | 0        | 1        | 0     | 0        | 1     | 1        | 9.00     | 2.00    |
| MLB通算：5年 | MLB通算：5年 | 8     | 0     | 0     | 0     | 0        | 0     | 0     | 0        | 1           | ----  | 39    | 6.2      | 12       | 4           | 5        | 0     | 2        | 2        | 2     | 0        | 9     | 9        | 12.15    | 2.55    |

### 背番号
- 73（2010年）
- 18（2011年 - 2013年）
- 27（2014年 - 2015年）
- 17（2016年 - 2017年）
- 7（2018年）
- 6（2020年）
- 24（2021年）